# 10060 Amymilne
10060 Amymilne (1988 GL) là một tiểu hành tinh vành đai chính được phát hiện ngày 12 tháng 4 năm 1988 bởi C. S. Shoemaker và E. M. Shoemaker ở Palomar. Nó được đặt theo tên Amy Rae Milne, a Canadian environmentalist.